# Almir dos Santos
Pour les articles homonymes, voir Almir (prénom).
Almir Cunha dos Santos (né le 4 septembre 1993 à Matupá) est un athlète brésilien, spécialiste du triple saut.

## Biographie
Almir Cunha dos Santos naît dans la ville de Matupá, dans l'État du Mato Grosso, dans le centre du Brésil. Depuis 2010, il vit à Porto Alegre où il débute l'athlétisme par le saut en hauteur, où il possède un record à 2,18 m (2014). Il délaisse cette discipline en 2017 pour se consacrer au triple saut. Cette même année, il termine 5e des championnats d'Amérique du Sud de Luque dans l'épreuve du saut en longueur. 
Il est entraîné à Arataca et Porto Alegre par José Haroldo Loureiro Gomes. 
Le 13 janvier 2018 à Kent (Ohio), le Brésilien se révèle en établissant la meilleure performance mondiale de l'année provisoire en salle avec un saut à 17,06 m, battant très largement son ancien record personnel (15,90 m). Il réalise par la même occasion les minima pour les championnats du monde en salle de Birmingham. Le 27 janvier, il saute à 16,90 m à Geneva (Ohio). 
Lors de sa tournée européenne, Almir Dos Santos signe une victoire le 8 février lors du meeting de Madrid face au double médaillé mondial en titre et ancien champion olympique Nelson Évora. Le Brésilien réalise la nouvelle meilleure performance mondiale de l'année avec un bond à 17,35 m, également record personnel. Tout juste cinq jours plus tard, celui-ci ne faiblit pas en s'imposant au meeting de Liévin avec une nouvelle marque améliorée à 17,37 m,, montrant ainsi son statut de grandissime favori pour les mondiaux en salle. Absent lors de l'ultime étape du circuit mondial en salle de l'IAAF à Toruń, Dos Santos termine à la 2e place du classement général derrière Nelson Évora. 
Aux championnats du monde en salle de Birmingham, le 3 mars, Almir dos Santos améliore son record personnel à 17,41 m et parvient à remporter la médaille d'argent derrière l'Américain Will Claye, auteur de la meilleure performance mondiale de l'année avec 17,43 m. Il remporte la première médaille brésilienne dans cette épreuve depuis Jadel Gregório, argenté en 2006 à Moscou. 
Il se classe 12e des championnats du monde 2019 à Doha avec 15,01 m. 

## Palmarès
| Date | Compétition                        | Lieu                               | Résultat | Épreuve     | Marque  |
| ---- | ---------------------------------- | ---------------------------------- | -------- | ----------- | ------- |
| 2017 | Championnats d'Amérique du Sud     | Luque                              | 5e       | Longueur    | 7,51 m  |
| 2018 | Circuit mondial en salle de l'IAAF | Circuit mondial en salle de l'IAAF | 2e       | Triple saut | détails |
| 2018 | Championnats du monde en salle     | Birmingham                         | 2e       | Triple saut | 17,41 m |
| 2019 | Jeux panaméricains                 | Lima                               | 4e       | Triple saut | 16,70 m |
| 2019 | Championnats du monde              | Doha                               | 12e      | Triple saut | 15,01 m |
| 2019 | Jeux mondiaux militaires           | Wuhan                              | 5e       | Triple saut | 16,78 m |
| 2022 | Championnats du monde              | Eugene                             | 7e       | Triple saut | 16,87 m |
| 2023 | Championnats d'Amérique du Sud     | São Paulo                          | 1er      | Triple saut | 17,24 m |
| 2023 | Jeux panaméricains                 | Santiago                           | 2e       | Triple saut | 16,92 m |
| 2024 | Championnats ibéro-américains      | Cuiabá                             | 1er      | Triple saut | 17,31 m |
| 2024 | Jeux olympiques                    | Paris                              | 12e      | Triple saut | 16,41 m |
| 2025 | Championnats du monde en salle     | Nankin                             | 3e       | Triple saut | 17,22 m |

## Records
| Épreuve         | Épreuve   | Marque  | Lieu         | Date            |
| --------------- | --------- | ------- | ------------ | --------------- |
| Saut en hauteur | Plein air | 2,18 m  | Buenos Aires | 19 juillet 2014 |
| Triple saut     | Plein air | 17,53 m | Baie-Mahault | 12 mai 2018     |
| Triple saut     | En salle  | 17,46 m | Kent         | 9 février 2019  |